# Tilo Schüler
Tilo Schüler (Leipzig, 12 d'abril de 1980) va ser un ciclista alemany que fou professional del 2003 al 2008.

## Palmarès
- 1998
  -  Campió d'Alemanya júnior en ruta
- 2001
  - 1r a la Rund um Sebnitz
  - Vencedor d'una etapa a la Cursa de la Pau
- 2002
  - Vencedor d'una etapa a la Volta a Turíngia
  - Vencedor d'una etapa al Mainfranken-Tour
- 2004
  - Vencedor d'una etapa a la Volta a Sèrbia
- 2005
  - Vencedor de 3 etapes a la Volta a Sèrbia
  - Vencedor de 2 etapes a la Volta a Hokkaidō
- 2007
  - Vencedor d'una etapa a la Cursa de Solidarność i els Atletes Olímpics